# Atemnotsyndrom des Neugeborenen
Beim Atemnotsyndrom des Neugeborenen (ANS) (auch hyalines Membransyndrom, Surfactant-Mangelsyndrom, engl. infant respiratory distress syndrome (IRDS)) handelt es sich um eine Lungenfunktionsstörung im Neugeborenenalter. Die Funktionsstörung gehört zu den häufigsten Todesursachen bei Neugeborenen. Früher wurde sie noch als idiopathic respiratory distress syndrom bezeichnet, diese Bezeichnung ist inzwischen aber veraltet. Die Ursache wurde 1959 durch Mary Ellen Avery entdeckt. Therapien durch Verabreichung von Surfactants wurden ab den 1970er Jahren von Tetsuro Fujiwara in Japan und Bengt Robertson in Schweden entwickelt.

## Häufigkeit
Etwa 60 % der Frühgeborenen unterhalb der 30. Schwangerschaftswoche entwickeln ein Atemnotsyndrom. Insgesamt entwickeln 1 % der Neugeborenen ein Atemnotsyndrom. Bei Frühgeborenen ist das Atemnotsyndrom die häufigste Todesursache.
Durch die Lungenreife-Induktion vor der Geburt konnte die Inzidenz des Atemnotsyndroms gesenkt werden. Bei Frühgeborenen vor der 28. Schwangerschaftswoche ist das Atemnotsyndrom aber immer noch die wichtigste Todesursache.
Die Erkrankung kann auch bei seltenen Syndromen wesentliches Merkmal sein, so bei dem Hirn-Lunge-Schilddrüsen-Syndrom.

## Pathophysiologie
Bei Frühgeburten ist meist die Nebennierenrinde noch nicht völlig entwickelt (geschieht erst in der 35. Schwangerschaftswoche). Deshalb ist der Fötus noch nicht fähig, dort Cortisol  zu produzieren, was aber zwingend nötig ist für die Entwicklung der Pneumozyten Typ II, da diese Surfactant bilden. Surfactant ist eine von der Lunge produzierte grenzflächenaktive Substanz, welche die Oberflächenspannung des Flüssigkeitsfilms, der den Lungenbläschen (Alveolen) aufliegt, herabsetzt und damit den Druck vermindert, der zu deren Entfaltung erforderlich ist (→ Lungenreifung).
Bei Surfactantmangel kollabieren die Alveolen bereits bei normalen intrathorakalen Drücken, es müssen hohe Beatmungsdrücke aufgewandt werden, um die Entfaltung (und damit die Lungenbelüftung) sicherzustellen (s. a. Abschnitt Therapie). Hohe Beatmungsdrücke können (weitere) Lungenschäden hervorrufen. Surfactantmangel führt in der Lunge zur Ausbildung hyaliner Membranen (Mukopolysaccharide und Glykoproteine aus dem Blutplasma), die Lungen verhalten sich wenig elastisch bis steif.
Viele Autoren wie Mayatepek oder Muntau definieren den Begriff ANS relativ eng als:
- primäre Surfactant-Bildungsstörung des Frühgeborenen. Hierbei ist schlichtweg das Lungengewebe noch nicht genügend ausgereift, um ausreichend Surfactant zu bilden.

Darüber hinaus aber gibt es weitere Szenarien eines Surfactantmangels mit Ausbildung hyaliner Membranen und Atemnot:
- Übermäßige Inaktivierung von bereits gebildetem Surfactant, wie zum Beispiel Mekoniumaspirationssyndrom (Einatmung von mekoniumhaltigem Fruchtwasser, hier spielen allerdings weitere Aspekte wie chemische Pneumonie, Fibrosierung und Superinfektionen eine Rolle).

- sekundäre Surfactant-Bildungsstörung: Hypoxie, Durchblutungsstörung, Veränderung von Lungenstoffwechsel oder -struktur führen zur verminderten Surfactantproduktion. Dieses Phänomen spielt z. B. bei der bronchopulmonalen Dysplasie / Lungenhypoplasie, der pulmonalen Hypertonie und der persistierenden fetalen Zirkulation eine Rolle.

Zwischen Surfactantmangel, vielen der oben angeführten Krankheitsphänomene und deren Therapien bestehen komplexe Wechselwirkungen, so dass diese sich gegenseitig und auch in Bezug auf den Surfactantmangel verstärken können.

## Klinisches Bild
Ein Atemnotsyndrom tritt unmittelbar nach der Geburt oder wenige Stunden nach Geburt ein. Hinweisende Symptome sind zunehmende Atemnot des Neugeborenen mit Zyanose, Einziehungen im Bereich der Rippenzwischenräume oder über dem Brustbein beim Atmen, Stöhnen beim Ausatmen, Bewegung der Nasenflügel beim Atmen (Nasenflügeln) sowie eine beschleunigte Atmung (Tachypnoe).
Mögliche akute Komplikationen eines Atemnotsyndroms sind die Ausbildung eines Emphysems und Luftansammlung in den Körperhöhlen (Pneumothorax, Pneumomediastinum, Pneumoperitoneum).

## Radiologische Stadieneinteilung
Auf Röntgenaufnahmen des Thorax sind charakteristische Veränderungen zu erkennen. Es kommt schrittweise zu flächigen Verschattungen bis zum Vollbild der sogenannten „weißen Lunge“.
- I. Feingranuläres Lungenmuster
- II.  I + über die Herzkonturen hinausreichendes Aerobronchogramm
- III. II + Unschärfe oder partielle Auslöschung der Herz- und Zwerchfellkonturen
- IV.  „weiße Lunge“

## Prophylaxe
Lungenreifeinduktion: Bei drohender Frühgeburt mit Manifestation eines primären ANS versucht man durch 2-malige Gabe von Betamethason im Abstand von 24 h an die Mutter, die Lunge des Kindes in einen reiferen Zustand zu versetzen, als es dem Gestationsalter entsprechen würde. Dadurch kann man über Tage eine deutliche Zunahme des zur Verfügung stehenden Surfactants erreichen. Außerdem führt diese Behandlung zu einer Stabilisierung der Blut-Luft-Schranke und zur verminderten Inaktivierung bereits synthetisierten Surfactants.
Parallel versucht man, durch die Gabe von wehenhemmenden Mitteln (Tokolytika), die Geburt um zumindest wenige Tage herauszuzögern, um der Lungenreifungstherapie die Zeit zum „Anschlagen“ zu verschaffen.

## Therapie des manifesten ANS
Ein leichtes Atemnotsyndrom kann durch eine CPAP-Beatmung stabilisiert werden. Bei schwereren Verläufen ist eine endotracheale Intubation und kontrollierte Beatmung mit erhöhtem inspiratorischen Druck und positivem endexspiratorischen Druck (PEEP) erforderlich. Ein Atemnotsyndrom erfordert häufig eine Langzeitbeatmung mit teilweise hohen Sauerstoffpartialdrücken. Dadurch kann das Krankheitsbild einer bronchopulmonalen Dysplasie entstehen. Eine weitere gefürchtete Komplikation der forcierten Sauerstoffgabe ist die Frühgeborenenretinopathie.
Bei der Therapie des manifesten ANS unterscheidet man prinzipiell eine symptomatische und eine kausale Therapie. Zur symptomatischen Therapie gehören:
- Minimal handling: Belastungen bei Pflege und Diagnostik vermeiden
- sorgfältige Beobachtung
- regelmäßige Temperaturkontrollen (Kind, Inkubator, Atemgas)
- Blutgasanalyse (am besten über transkutane Messung)
- Sauerstoffzufuhr über Nasen-CPAP oder Respirator
- Nasen-CPAP bei Sauerstoffbedarf
- künstliche Beatmung
- Antibiotikabehandlung
- sorgfältige Flüssigkeitsbilanz
- Ductus arteriosus Botalli: Beachtung des erhöhten Risikos für ein Reopening
- Laborkontrollen (Blutgase, Blutglukose, Hämatokrit, Elektrolyte, Gesamteiweiß, Blutbild, Thrombozyten, Infektzeichen)

Die kausale Therapie des Atemnotsyndroms erfolgt durch die Surfactantsubstitution. Dieses wird in der Regel über den Tubus direkt in die Luftröhre appliziert. Dadurch sinkt die Sterblichkeit und Komplikationen werden gemildert.
Durch die Kombination aus engmaschiger perinataler Betreuung (Lungenreifung, postpartale Surfactantgabe, Beatmung) und schonender Geburtseinleitung kann ein Atemnotsyndrom abgemildert und die Inzidenz von Komplikation gesenkt werden. Die Therapie des Atemnotsyndroms Neugeborener erfolgt in Perinatalzentren.